# Cinguloterebra russetae
Cinguloterebra russetae is een slakkensoort uit de familie van de Terebridae. De wetenschappelijke naam van de soort is voor het eerst geldig gepubliceerd in 1976 door Garrard.